# Водолагин, Михаил Александрович
Михаи́л Алекса́ндрович Водола́гин (16 (29) октября 1903, Царицын — 5 декабря 1981, Москва) — участник Сталинградской битвы, член СГКО, секретарь Сталинградского обкома партии по пропаганде, директор Государственного музея обороны Царицына — Сталинграда им. И. В. Сталина, заведующий кафедрой в Литературном институте имени А. М. Горького, доктор исторических наук, профессор.

## Биография
Михаил Александрович родился 16 (29) октября 1903 года в семье выходцев из крестьян-бедняков. Образование будущего профессора началось в церковно-приходской школе и продолжилось в городском училище 2-й ступени. С 1918 года М. А. Водолагин служит рассыльным в штабе Царицына, с 1920 по 1922 годы — сотрудник Царицынского губернского продовольственного комитета. С 1922 по 1923 курсант 7-й Самарской инженерной школы. С 1923 по 1925 годы — рабочий валяльной мастерской в Сталинграде.
С 1925 по 1927 годы — секретарь ячейки ВЛКСМ, с 1927 по 1929 инструктор пропаганды райкома и окружкома ВЛКСМ. С 1929 по 1930 годы — заместитель заведующего отделом кадров СТЗ. С 1930 по 1935 директор и преподаватель Сталинградского техникума физической культуры. С 1935 по 1938 директор Астраханской газетной школы. С 1937 по 1941 учёба на историческом факультете Сталинградского пединститута. С 1938 по 1939 заместитель заведующего и заведующий отделом пропаганды и агитации Сталинградского обкома ВКП(б). С 14 февраля 1939 по 1 октября 1949 секретарь обкома по пропаганде и агитации.

### Участие в Великой Отечественной войне
С началом Великой Отечественной войны Михаил Александрович становится военным комиссаром Сталинградского корпуса народного ополчения. В дни Сталинградской битвы Михаил Александрович, кроме прочего, особоуполномоченный СГКО (один из 33 направлявшихся для решения кризисных ситуаций) по обеспечению переправы через Волгу раненых бойцов, населения и эвакогрузов. Во время Сталинградской битвы М. А. Водолагин был автором многочисленных листовок и обращений к защитникам города, опубликовал несколько брошюр и книг из серии «Героический Сталинград».
В конце ноября 1943, проездом по пути на Тегеранскую конференцию, в Сталинград прибывает И. В. Сталин. Несмотря на короткую остановку (10 минут для заправки локомотива водой) Верховного главнокомандующего встречает делегация гражданских и военных руководителей города. Среди встречающих Михаил Александрович Водолагин.
Уже в 1943 году местное издательство выпустило в свет такие ценные сборники документов и материалов, как «Листовки Сталинградской областной партийной организации» и «Героический Сталинград». Большую работу по подготовке их к печати проделал секретарь обкома ВКП(б) М. А. Водолагин.

### После войны
В 1947 году защитил кандидатскую диссертацию. В характеристике, выданной в этом же году, Михаил Александрович характеризовался следующим образом: «…политически развит, идеологически устойчив и дисциплинирован. В антипартийных группировках и оппозициях не участвовал, партвзыскания не имеет». Однако в 1949 году успешная партийная карьера обрывается:

…Проверкой поступивших в обком ВКП(б) компрометирующих материалов на тов. Водолагина установлено, что им в 1943 г. было получено письмо от двоюродного брата антисоветского содержания, которое он уничтожил, не поставив в известность партийные органы. Тов. Водолагин не отрицал факта получения этого письма, но объясняет свой непартийный поступок тем, что письмо носило личный характер.
Кроме того, проверкой установлено, что тов. Водолагин не точно сообщал в своих документах биографические данные о своём отце и отце жены, который являлся сыном крупного филоновского купца. Бюро обкома постановляет:
1. За сокрытие от партийных органов получения антисоветского письма от двоюродного брата, его арест и осуждение за контрреволюционную деятельность тов. Водолагина М. А. с поста секретаря Сталинского обкома партии снять и объявить выговор с занесением в учётную карточку.
Секр. обкома И. Гришин.

2. Освободить тов. Водолагина от обязанностей редактора «Блокнот агитатора» решением ЦК.— выдержка из протокола № 208 заседания бюро обкома ВКП(б) от 1 октября 1949 г.
С октября 1949 по 1950 год Михаил Александрович работает директором музея обороны Царицына — Сталинграда. Доктор исторических наук и профессор Николай Иванович Першин и кандидат исторических Николай Иванович Максимов вспоминали, что это был эрудированный, воспитанный, внимательный, очень мужественный и смелый человек, обладающий даром оратора. 15 ноября 1949 года был образован совет музея в количестве 25 человек с целью улучшения работы музея. Была создана редколлегия, которая разработала проект путеводителя и справку об исторических местах города. В 1949 году в музее была проведена реэкспозиция двух залов. В духе своего времени роль отдельных политических и военных деятелей в обстановке господствовавшего тогда в стране культа личности Сталина намного преувеличивалась. В разделе «Сталинградская битва» основное внимание уделялось роли И. В. Сталина в разгроме немецко-фашистских войск под Сталинградом, преувеличивались полководческие заслуги вождя, дополнялись и обновлялись надписи в залах, писались цитаты из работ Сталина.
Однако, между новым директором и бывшим директором музея А. И. Хмельковым, а также коллективом музея, сложились непростые взаимоотношения, что в итоге приводит М. А. Водолагина к партийному выговору.
С 1950 по июнь 1952 года Михаил Александрович работает председателем областного комитета помощи раненым бойцам и эвакуированным детям. Однако, и на этой работе он получил партийный выговор «…за непринятие мер к прекращению незаконного расходования средств шефской комиссии, будучи председателем областного комитета помощи раненым бойцам и эвакуированным детям» (Из справки комиссии партконтроля при ЦК ВКП(б) от 5 июня 1952 года).

### Работа в Москве
После второго партийного взыскания, М. А. Водолагин, понимая невозможность своего трудоустройства в Сталинграде, переезжает в Москву, где начинает преподавать в Литинституте им. Горького. В Литинституте Михаил Александрович возглавляет кафедру основ марксизма-ленинизма, а также занимается научной деятельностью. Но и здесь органы партийного контроля начинают разбирательство его персонального партийного дела.
25 ноября 1952 года секретарь партбюро Литинститута делает запрос в Сталинградский обком ВКП(б):

…Просим срочно выслать развернутую характеристику бывшего секретаря Сталинградского обкома тов. Водолагина. Данная характеристика крайне необходима, ибо бюро института ставит вопрос о невозможности пребывания в качестве зав. кафедрой Водолагина, который имеет два партийных взыскания.

…Хотелось бы знать подробности дела и сведения о его родителях и его жены, справку о трудовой деятельности с 1918—1950 гг., копию диплома, верна ли?
В характеристике, высланной в адрес Литинстнтута М. А. Водолагин был разоблачён «как мелкий шкурник и обманщик», а 12 декабря 1952 года бюро института исключило его из партии.
Однако, Михаил Александрович полностью посвящает себя науке. Издает научные труды, сборники, пишет статьи. 23 октября 1965 года он стал доктором исторических наук, а 10 января 1968 он был утверждён в учёном звании профессора по кафедре истории. Времена хрущёвской оттепели стали самыми плодотворными годами творчества. В 1960-70-е годы им были написаны книги «Волжская твердыня», «Очерки истории Волгограда 1589—1967 гг.», где описывается период от сторожевой крепости Царицын до современного Волгограда.
О преподавателе Водалагине отзывались его Литинститутские студенты:
- «Читал её профессор Водолагин, которого мы любили за вольнодумство и прямо-таки хрущевский темперамент.»[6]
- «Многим, наверно, памятен профессор Водолагин, читавший первокурсникам вводные лекции по истории КПСС. Это был профессор — живчик, катающийся по всему конференц-залу, самой большой комнате, где во времена Булгакова властвовал Арчибальд Арчибальдович, унёсший пакет с севрюгой, когда Воланд начал свои шутки. На Водолагина булгаковская чертовщина не действовала. Я, будучи в Сталинграде, увидел его фотографию на почётном месте, среди защитников волжской твердыни. Один из студентов, крымский татарин, что-то выразил ему о недопустимости выселения татар из Крыма. Водолагин как взвинтился, как пошёл сыпать цифрами и фактами, сколько татар вступили в эсэсовские батальоны, сколько наших солдат ими было погублено! Он знал об этом так хорошо, что был одним из организаторов выселения татар.»[7].

Доктор исторических наук, профессор М. А. Водолагин был научным оппонентом на первой защите звания кандидатской исторических наук в Волгоградском педагогическом институте, прошедшей 26 февраля 1970 года.
Похоронен М. А. Водолагин на Кунцевском кладбище Москвы рядом с женой и сыном (участок 10К).
Его сын Водолагин, Валерий Михайлович (1932—2002), был главным редактором издательства «Мысль».

## Научная деятельность
Основным полем научной деятельности Михаила Александровича Водолагина стала история Сталинграда и в особенности Сталинградской битвы. Высоко оценивается его роль среди пионеров исследования участия Сталинграда и сталинградцев в Великой Отечественной войне и Сталинградской битве. Михаил Александрович был одним из первых исследователей роли Сталинградского народного ополчения в обороне Сталинграда. А его монография «Сталинград в Великой Отечественной войне (1941—1943)» стала базой для многих исследований, посвящённых народному ополчению.

## Награды
За активное участие в героической обороне Сталинграда и проявленные при этом стойкость и мужество М. А. Водолагин был награждён орденом Трудового Красного Знамени, медалями «За оборону Сталинграда», «За победу над Германией в Великой Отечественной войне 1941—1945 гг», «За доблестный труд в Великой Отечественной войне 1941—1945 гг».